# Скіту (Долж)
Скіту (рум. Schitu) — село у повіті Долж в Румунії. Входить до складу комуни Бралоштіца.
Село розташоване на відстані 205 км на захід від Бухареста, 31 км на північний захід від Крайови.

## Населення
За даними перепису населення 2002 року у селі проживали 482 особи, усі — румуни. Усі жителі села рідною мовою назвали румунську.